# 30-й Берлинский международный кинофестиваль
30-й Берлинский международный кинофестиваль прошёл с 18 по 29 февраля 1980 года в Западном Берлине

## Жюри

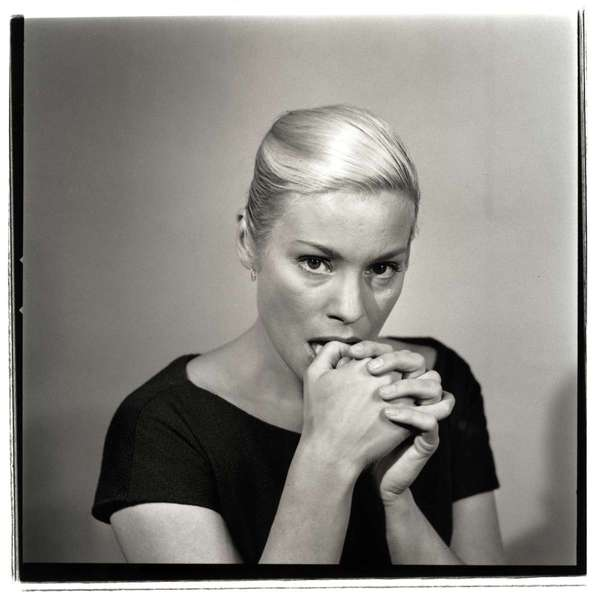
Ингрид Тулин, председатель жюри

- Ингрид Тулин (председатель жюри)
- Бетси Блэр
- Матьё Каррьер
- Альберто Исаак
- Петер Керн
- Карой Макк
- Александр Митта
- Александр Траунер
- Анжел Вагенштайн

## Конкурсная программа
- Доверие, режиссёр Иштван Сабо
- Прошу убежища, режиссёр Марко Феррери
- Цена выживания, режиссёр Ханс Нёвер
- Германия, бледная мать, режиссёр Хельма Зандерс-Брамс
- Дирижёр, режиссёр Анджей Вайда
- Душман, режиссёр Зеки Ёктен и Йылмаз Гюней
- Преступление в Куэнке (фильм) , режиссёр Пилар Миро
- В глубине страны , режиссёр Ричард Пирс
- Танец ворона , режиссёр Маркку Лехмускаллио
- Прямой репортаж о смерти , режиссёр Бертран Тавернье
- Вдова Монтьель , режиссёр Мигель Литтин
- Путешествие вдвоём , режиссёр Мишель Девиль
- Хорошие разборки , режиссёр Френсис Манкевич
- Календула в августе , режиссёр Росс Девениш
- Мармеладная революция , режиссёр Эрланд Юсефсон
- Москва слезам не верит , режиссёр Владимир Меньшов
- Палермо или Вольфсбург , режиссёр Вернер Шрётер
- Руд Бой , режиссёр Джек Хазан и Дэвид Мингей
- Соло Санни, режиссёр Конрад Вольф, Вольфганг Кольхаазе
- Транзит , режиссёр Дэниэл Вашманн

## Награды
- Золотой медведь:
  - Палермо или Вольфсбург, режиссёр Вернер Шрётер
  - В глубине страны, режиссёр Ричард Пирс
- Золотой медведь за лучший короткометражный фильм
  - Главы
- Серебряный медведь
- Серебряный медведь за лучшую мужскую роль
  - Анджей Северин — Дирижёр
- Серебряный медведь за лучшую женскую роль
  - Ренате Крёснер — Соло Санни
- Серебряный медведь за лучшую режиссёрскую работу
  - Анджей Вайда — Дирижёр
- Серебряный Медведь за лучшую режиссёрскую работу над короткометражным фильмом
  - Йорг Мосер-Метиус — Род Грет
- Серебряный Медведь - специальный приз жюри
  - Прошу убежища
- Почётное упоминание:
  - Маркку Лехмускаллио — Танец ворона
  - Джек Хазан — Руд Бой
  - Дэвид Мингей — Руд Бой
  - Йылмаз Гюней — Душман
- Приз международной ассоциации кинокритиков (ФИПРЕССИ):
- Приз ФИПРЕССИ (конкурсная программа):
  - Соло Санни
- Приз ФИПРЕССИ (программа «Форум»):
  - Голодные годы: В стране изобилия
  - Внутри ЦРУ
- Приз имени Отто Дибелиуса международного евангелического жюри:
- Приз имени Отто Дибелиуса международного евангелического жюри (конкурсная программа):
  - В глубине страны
  - Календула в августе
- Приз имени Отто Дибелиуса международного евангелического жюри (программа «Форум»):
  - Кинолюбитель
- Приз международного евангелического жюри - специальная рекомендация:
- Приз международного евангелического жюри - специальная рекомендация (конкурсная программа):
  - Доверие
- Приз международного евангелического жюри - специальная рекомендация (программа «Форум»):
  - Осенний марафон
  - Dotek svetla
  - Premier pas
- Приз Международной Католической организации в области кино (OCIC):
- Приз Международной Католической организации в области кино (конкурсная программа):
  - Душман
- Приз Международной Католической организации в области кино (программа «Форум»):
  - Дети под номером 67
- Специальная рекомендация Международной Католической организации в области кино:
- Специальная рекомендация Международной Католической организации в области кино (конкурсная программа):
  - Танец ворона
- Приз газеты Berliner Morgenpost:
  - Соло Санни